# Abaqa

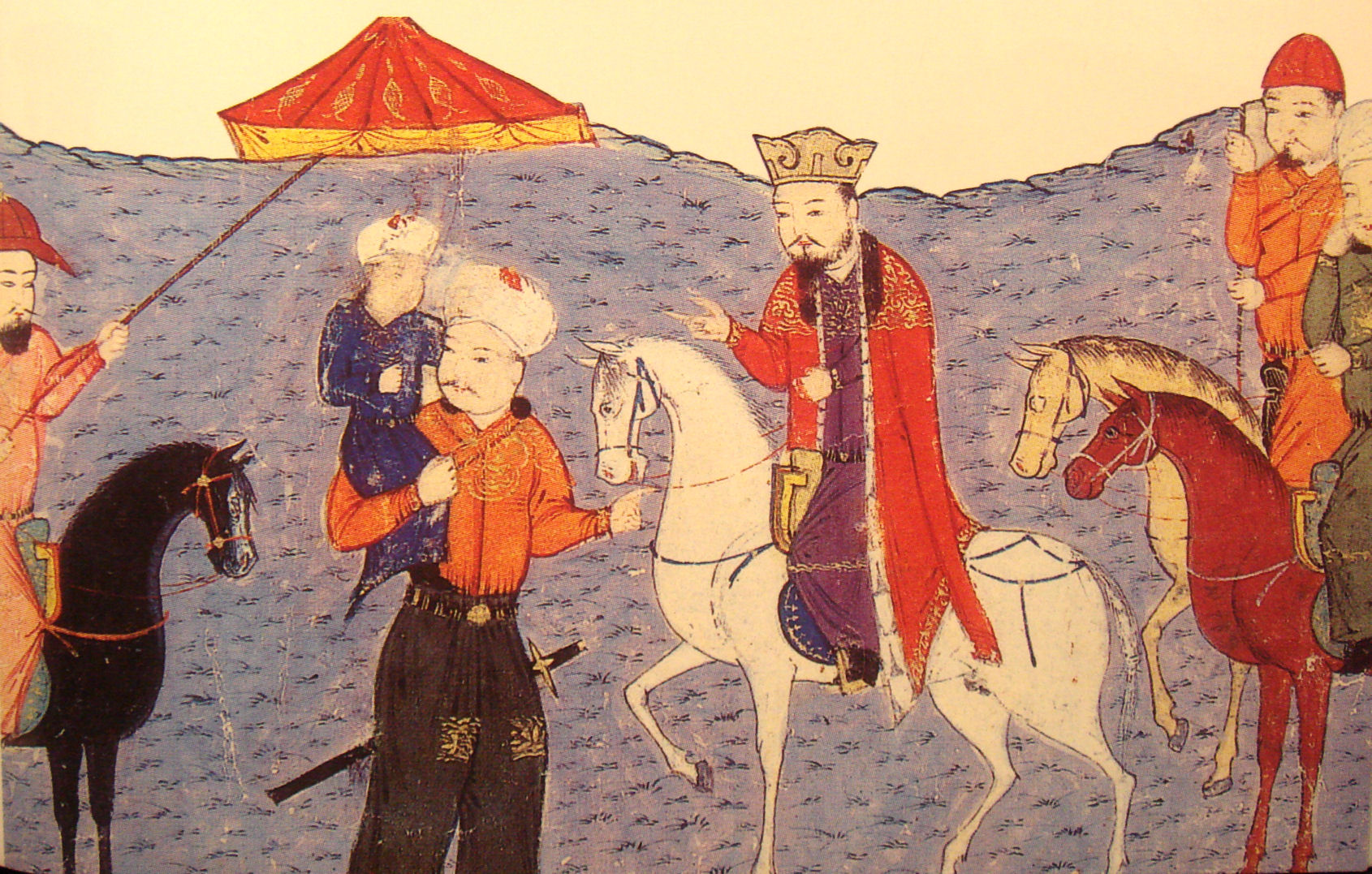
Abaqa (auf dem Schimmel),
Darstellung aus dem 14. Jahrhundert

Abaqa Chan (mongolisch ᠠᠪᠠᠭ᠎ᠠ ᠬᠠᠨ Abaga Chan, deutsch ‚väterlicher Onkel‘; * Februar 1234 in der Mongolei; † 1. April 1282 in Hamadan) war der zweite mongolische Ilchan von Persien (1265–1282).

## Herkunft und frühe Jahre
Abaqa war der älteste und Lieblingssohn des ersten Ilchans Hülegü und der Yesuncin Chatun. Seine Stiefmutter war die keraitische Prinzessin Doquz-Chatun, die eine eifrige Anhängerin der nestorianischen Christen war. Unter ihrem Einfluss war Abaqa den Christen gegenüber wohlwollend eingestellt, hing aber auch dem Buddhismus sowie dem Schamanismus seiner Vorfahren an.
Am großen Feldzug Hülegüs in den Westen Asiens nahm auch Abaqa teil (1256). Als um 1261 Auseinandersetzungen zwischen dem Ilchan und den Mongolen der Goldenen Horde unter deren Khan Berke begannen, wurde Abaqa laut dem armenischen Chronisten Kirakos zur Zusammenarbeit mit dem tschagataischen Prinzen Alğu nach dem Osten gesandt.

## Regierung

### Machtübernahme
Als Hülegü im Februar 1265 starb, übte Abaqa die Statthalterschaft in Chorasan und Māzandarān aus. Damals kehrte er zur Übernahme der Macht zurück und wurde nach einem missglückten Thronbesteigungsversuch seines jüngeren Bruders Yošmut durch den Einfluss von Doquz-Chatun zum neuen Ilchan gewählt. Seine Inthronisation fand in aller Form erst am 19. Juni 1265 am Ufer des Čağan Na’ur (heute Tuzlu Göl) bei Arak statt und wurde fünf Jahre später an derselben Stelle noch einmal vorgenommen, da der mongolische Großkhan Kublai die Thronfolge erst 1270 bestätigte.

### Heirat
In den nächsten Monaten nach seinem Regierungsantritt verteilte Abaqa die Lehen und Statthalterschaften seines Reiches neu. Im Sommer 1265 starb auch Doquz-Chatun und ihre christlichen Mitbürger trauerten um sie. Hülegü hatte noch kurz vor seinem Tod eine byzantinische Prinzessin zur weiteren Gattin nehmen wollen und Kaiser Michael VIII. Palaiologos sandte ihm 1265 seine illegitime Tochter Maria Despina Palaiologina, die vom orthodoxen Patriarchen Euthymius begleitet wurde. Sie kam aber erst nach Hülegüs Ableben in Persien an und wurde daher mit dem neuen Herrscher Abaqa verheiratet. Von den Mongolen wurde sie Despina Chatun genannt. Nach dem Tod von Doquz-Chatun übernahm sie nun die Schutzrolle für die Christen. Einige von Abaqa geprägte Münzen zeigen das christliche Kreuz und tragen in arabischer Schrift die Legende Im Namen des Vaters, des Sohnes und des Heiligen Geistes, des einzigen Gottes.

### Kriege gegen die Goldene Horde und Baraq
Die von Hülegü geführten Kriege gegen die Goldene Horde – die mit den ägyptischen Mamluken verbündet waren – setzten sich unter Abaqa fort. Dessen Bruder Yošmut errang Ende 1265 einen Sieg über eingefallene Truppen der Goldenen Horde unter dem Kommando von Nogai. Danach überschritt Abaqa den Kor, zog sich aber auf die Nachricht der Ankunft von Berke Khan wieder zurück. Die beiden Heere standen einander entlang des Flusses bis zum plötzlichen Tod Berkes (Anfang 1267) feindlich gegenüber; danach zogen die Truppen des verstorbenen Khans nordwärts ab. Mit Berkes Nachfolger Möngke Timur (regierte 1267–1280) wurde ein Frieden geschlossen, der ungefähr zehn Jahre hielt.
Diesen Waffenstillstand nutzte Abaqa zur Stabilisierung der Ostgrenze seines Reiches. Laut dem persischen Historiker Raschid ad-Din, dessen Werk eine bedeutende Quelle für die Geschichte der Ilchane darstellt, fielen im Jahr 1269 starke tschagataische Truppen unter dem Kommando von Baraq in Chorasan ein und besiegten eine von Abaqas Bruder Tübšin geführte Armee. Den einst unter Hülegü nach Persien gekommenen und mit einem Teil Georgiens belehnten tschagataischen Prinzen Tekuder stiftete dessen Verwandter Baraq zum Abfall an. Tekuder wollte mit seiner Armee über den Kaukasus zur Vereinigung mit Baraq ziehen, konnte jedoch vorher gefangen werden. Danach zog Abaqa weiter nach Osten und schlug bei Herat am 22. Juli 1270 die Truppen von Baraq vernichtend, der bald nach seinem daraufhin erfolgten Rückzug starb. Zur möglichsten Verhinderung künftiger solcher Einfälle verwüstete Abaqa unter Ausnützung von nachfolgenden Unruhen in Transoxanien im Jänner 1273 die Stadt Buchara, weil sie als Aufmarsch- und Rückzugsgebiet für die Invasoren gedient hatte. Trotzdem wurde der Osten von Abaqas Reich regelmäßig durch Raubzüge der Qaraunas-Truppen verheert, insbesondere 1278 die Provinz Fars. Ein Feldzug Abaqas nach Chorasan (1279) konnte die Lage in den östlichen Provinzen nur kurzzeitig beruhigen. Laut Vassaf fürchteten sich die Einwohner von Fars bis zum Ende der Regierung von Abaqas Sohn Arghun (regierte 1284–1291) jeden Winter vor solchen Plünderungen.

### Kriege gegen die Mamluken und Beziehungen zu europäischen Staaten
Während Abaqa die Christen und Buddhisten begünstigte, war er gegenüber den unter seiner Herrschaft lebenden Muslimen feindlich eingestellt und suchte sie zu bekehren. Die ägyptischen Mamluken bekämpfte er in Fortsetzung der Feldzüge Hülegüs ziemlich erfolglos. Weil er mit dem Kampf gegen die Goldene Horde beschäftigt war, konnte er 1266 den Einfall der Mamluken in Kilikien nicht rächen, bei dem der Kronprinz Leon, der Sohn des treuen Vasallenkönigs des Ilchans, Hethum I., verschleppt wurde. Abaqa leistete auch 1268 Bohemund VI., dem Herrscher des Klientelstaates Antiochia, keine Militärhilfe, als dieser vom Mamlukensultan Baibars angegriffen wurde. Letzterer eroberte und zerstörte Antiochia und schloss dann einen Waffenstillstand mit Bohemund VI., der dadurch wenigstens Tripolis behalten konnte.
Wie viele Mongolenherrscher suchte sich auch Abaqa die Unterstützung der europäischen christlichen Mächte im Kampf gegen die Mamluken zu sichern. 1267 und 1268 sandte er Briefe an Papst Clemens IV. – von denen nur der zweite überliefert ist – und außerdem 1268 einen Gesandten, um ein Bündnis mit den Kreuzfahrern und seinem Schwiegervater Michael VIII. gegen die Mamluken zustande zu bringen. Diese sollten dabei durch einen Angriff der Mongolen vom Osten her in einen Zweifrontenkrieg verwickelt werden. Das geplante Projekt kam aber nicht zustande. Nach seinem Sieg bei Herat über die Truppen des Baraq bot Abaqa dem auf einem Kreuzzug befindlichen französischen König Ludwig IX. Militärhilfe an, wenn dieser mit seinem Heer in Palästina erschiene. Ludwig IX. wandte sich aber zunächst nach Tunis, das außerhalb des mongolischen Einflussbereiches lag und starb dort im August 1270.
Der englische Kronprinz Eduard (I.) landete 1271 zu einem neuen Kreuzzug in Akkon, nahm durch eine Gesandtschaft dreier Engländer (Reginald Russell, Godfrey Welles und John Parker) Kontakt mit Abaqa auf und bat diesen um Unterstützung für den Kampf gegen Baibars. Da die Hauptstreitmacht des Ilchans wegen Konflikten in Turkestan im Einsatz war, konnte er Eduard nur ein relativ kleines mongolisches Heer von 10.000 Reitern unter dem Feldherrn Samagar nach Syrien zu Hilfe schicken. Die Mongolen verwüsteten im Oktober 1271 die Gebiete um und südlich von Aleppo und bewirkten dadurch eine Massenflucht der dortigen muslimischen Bevölkerung. Die Truppen von Prinz Eduard konnten aber nicht effektiv mit jenen des Ilchans kooperieren, weil beide Heere dazu zu schwach waren. Baibars’ zur Gegenoffensive aus Ägypten herbeigerufene Truppen kamen erst im November 1271 in Syrien an, als sich die Mongolen schon wieder hinter den Euphrat zurückgezogen hatten.
Ein von Abaqa gegen die mamlukische Festung Bira am Euphrat entsandtes Heer erlitt 1272 eine Niederlage.
Die von den Mamluken ausgehende Gefahr veranlasste Abaqa, weiter an einem Bündnis mit den Kreuzfahrern zu schmieden. Er sandte 1273 an Eduard I. einen Brief mit der Bitte um Auskunft für den Termin des nächsten Kreuzzuges. Der englische König antwortete zwar freundlich, aber bedauernd, weder er noch der Papst hätten einen konkreten Plan für eine weitere Expedition in den Orient. 1274 sandte Abaqa eine mongolische Delegation an Papst Gregor X. zum Zweiten Konzil von Lyon, wo Abaqas Sekretär Rychaldus der Versammlung einen Bericht vorlas, der sie an Hülegüs freundliche Behandlung der Christen erinnerte und über den Plan des Ilchans informierte, die Mamluken aus Syrien zu vertreiben. Doch wieder erhielten die Mongolen vom Papst nur unverbindliche Repliken. Auch zwei weitere 1276 und im folgenden Jahr nach Rom geschickte Gesandtschaften brachten kein greifbares Ergebnis. Aus dem Bündnis des Ilchans mit den europäischen Staaten resultierte kein gemeinsames Vorgehen gegen Ägypten und die Mamluken behaupteten sich gegen die Mongolen wie gegen die Kreuzfahrer.
Baibars verwüstete unterdessen im Frühjahr 1275 erneut das kilikische Armenien und fiel 1277 in das unter der Oberhoheit der Ilchane stehende Sultanat der Rum-Seldschuken in Anatolien ein. Er folgte dabei einem Ruf des seldschukischen Ministers Moin-al-din Suleiman, der für den minderjährigen Sultan Kai Chosrau III. die Regierung führte. Eine mongolische Besatzungsarmee wurde bei Albistan besiegt (18. April 1277) und Minister Suleiman und der Emir der Karamanier gratulierten dem Mamlukenherrscher. Daraufhin eilte Abaqa persönlich an der Spitze eines Heeres heran, doch traf er erst nach dem Rückzug der Mamluken in Anatolien ein und stellte rasch die mongolische Oberherrschaft über das Seldschuken-Sultanat wieder her, das er aus Ärger verwüstete. Er ließ den verräterischen Suleiman hinrichten und dessen Fleisch angeblich beim nächsten Bankett in einem Ragout servieren.
Erst 1280 startete Abaqa einen großen Eroberungszug in das unter mamlukischer Herrschaft stehende Syrien. Inzwischen hatte sich 1279–1280 Qalawun nach Thronfolgequerelen nach dem Tod Baibars’ (1277) als neuer Sultan durchgesetzt. Die Mongolen baten in Akkon um Militärhilfe, aber die Kreuzfahrer waren einen 10-jährigen Waffenstillstand mit den Mamluken eingegangen und lehnten ab. Nur der Hospitaliterorden und Eduard I. zeigten sich einem neuen Kreuzzug nicht abgeneigt, doch hatte der englische König weder Zeit noch Geld für einen Krieg im Orient. Graf Bohemund IV. von Tripolis wäre unter dem Einfluss seines Onkels Leon III. von Armenien zu einer Mitwirkung bereit gewesen, doch war er in Auseinandersetzungen mit den Tempelrittern verwickelt. Abaqa wollte gegen die Mamluken vorgehen, ehe Qalawun seine Stellung völlig gefestigt hatte. Die Mongolen drangen Ende September 1280 über den Euphrat vor, eroberten Baghras, Darbsak und am 20. Oktober 1280 Aleppo, dessen Moscheen sie in Flammen aufgehen ließen, sodass die muslimische Bevölkerung erschrocken nach Damaskus flüchtete. Die Hospitaliter von Margat fielen gleichzeitig plündernd in Buqaia ein und gelangten im Oktober 1280 bis zur syrischen Burg Krak des Chevaliers, woraufhin sie umkehrten. Da die Armee der Mongolen aber zu schwach zur dauerhaften Besetzung Aleppos war, zogen sie sich vor Qalawuns Gegenangriff wieder über den Euphrat zurück.

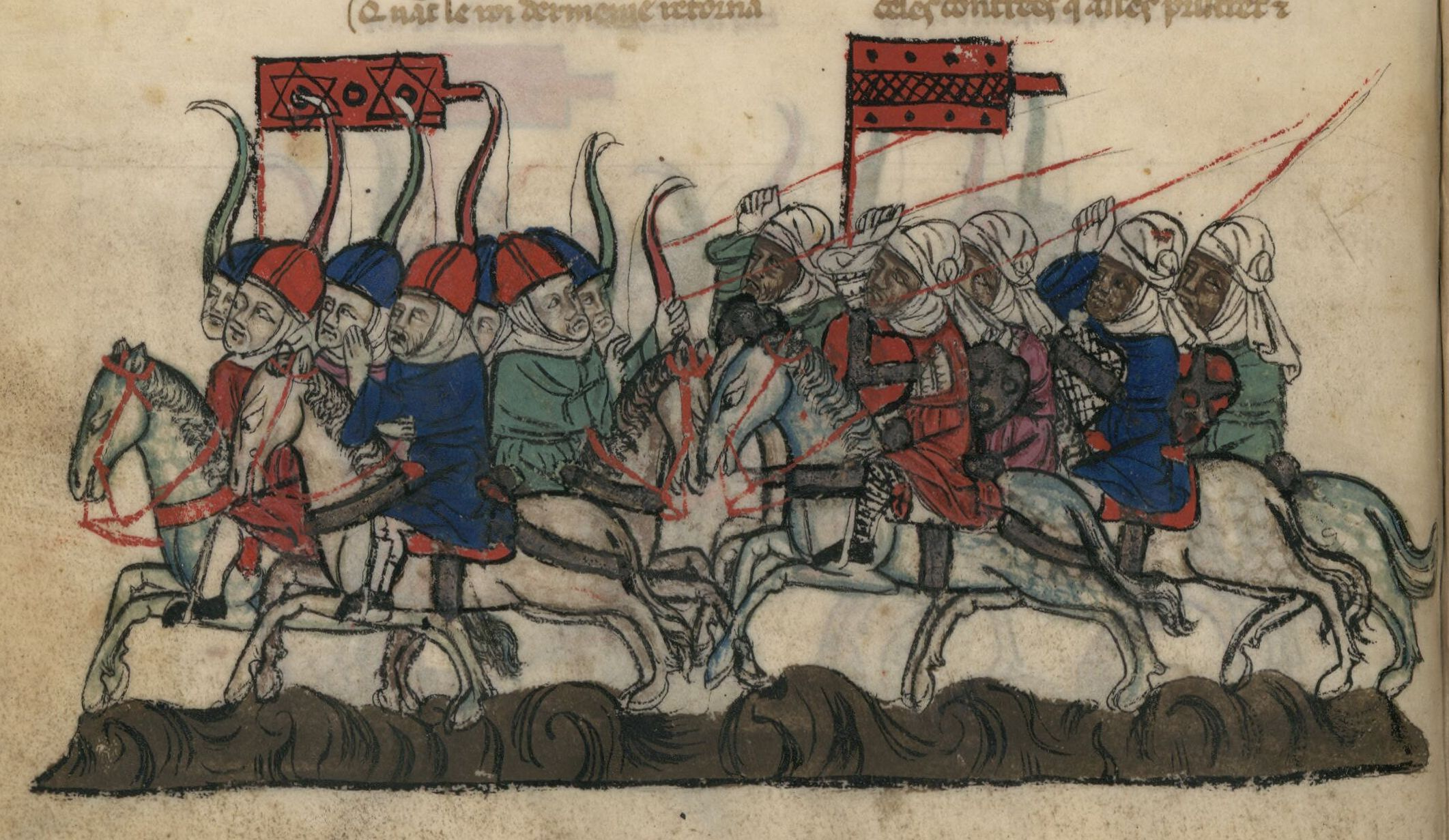
Die Schlacht bei Homs, 1281,
Darstellung aus dem 14. Jahrhundert

Durch einen Boten kündigte Abaqa in Akkon an, dass er 1281 eine Armee von 50.000 Infanteristen und ebenso vielen Reitern nach Syrien senden würde und bat um militärische Unterstützung, erhielt aber offenbar keine Antwort. Aus Angst schloss Qalawun am 3. Mai bzw. 16. Juli 1281 zehnjährige Friedensverträge mit den Rittern von Akkon bzw. Bohemund VII. und verhinderte so erneut ein gemeinsames Vorgehen der Kreuzfahrer mit den Mongolen. Im September 1281 startete der Ilchan den Angriff auf Syrien. Während eine mongolische Armee unter Abaqas persönlicher Führung die muslimischen Festungen entlang des Euphrat eroberte, drang sein Bruder Mengu Timur mit einer zweiten Armee, der sich Leon III. von Armenien und 200 Ritter der Hospitaliter von Margat angeschlossen hatten, über Aleppo in das Tal des Orontes vor. Qalawun zog mit einem in Damaskus ausgehobenen Heer heran und stieß am 30. Oktober 1281 in der Nähe von Homs auf das Heer von Mengu Timur. Auf dessen Seite kämpften etwa 50.000 Mongolen und 30.000 Verbündete (vor allem Armenier, Georgier und Griechen). Das Zentrum der Mongolen befehligte Mengu Timur selbst, während einige mongolische Prinzen auf der linken Seite und die verbündeten Heere von Leon III., den Georgiern und den Hospitalitern auf der rechten Seite standen. Die Christen schlugen rasch die ihnen gegenüberstehenden Teile der Mamlukentruppen und verfolgten sie, verloren dadurch aber die Verbindung mit dem mongolischen Zentrum. Weil Mengu Timur bei einem Angriff der Feinde verwundet wurde, zog er sich rasch zurück, so dass Leon III. und seine Gefährten sich unter hohen Verlusten nach Norden freikämpfen mussten. Da aber auch Qalawun beträchtliche Verluste erlitten hatte, konnte er seinen Sieg nicht ausnützen und musste auf eine Verfolgung der geschlagenen Feinde verzichten. So zogen sich die Mongolen ungehindert wieder hinter den Euphrat zurück. Abaqa gelang es wegen seines wenige Monate danach erfolgten Todes nicht mehr, die Niederlage seines Bruders wettzumachen.

### Maßnahmen im Inneren
Innenpolitisch musste Abaqa seine Herrschaft im Iran konsolidieren, da die Mongolen unter Hülegü faktisch nur im Norden dieses Landes wirkliche Macht ausübten, während der Süden und Osten zwar die Oberherrschaft der Ilchane anerkannte, aber de facto semi-unabhängig war. Aber auch im Norden hatte Abaqa gegen bandenmäßig auftretende Angehörige der islamischen Ismailiten zu kämpfen, die sich 1271 der ehemaligen Festung Gerdkuh der ismailitischen Sekte der Assassinen bemächtigt hatten. Zur Stärkung des mongolischen Einflusses im Süden des Irans verheiratete Abaqa seinen Bruder Mengü-Temür mit der über Fars herrschenden Salghuridin Abisch-Chatun, nach deren Tod (1286) die Provinz endgültig unter die direkte Kontrolle der Ilchane kam. Abaqa konnte jedoch die relative Unabhängigkeit der in Herat regierenden Kartiden nicht brechen, deren Führer Schams ad-Din I. sich durch seine Haltung gegenüber dem Einfall von Baraq kompromittiert hatte und 1278 an den Hof gelockt und vergiftet wurde. Wie unter der Regierung seines Vaters blieb auch während Abaqas Herrschaft das von den Mongolen bevorzugte Weideland im Nordwesten die Machtbasis des Ilchans. Dort wählte Abaqa Täbris zur Sommerhauptstadt, während er die Winter vor allem in Mazandaran verbrachte.
Der durch Hülegüs Eroberungszug schwer mitgenommene Iran dürfte sich unter Abaqas Herrschaft kaum erholt haben, da die nomadischen Steppenkrieger der Mongolen generell kein besonderes Geschick in der Regierung über sesshafte Völker besaßen und es außerdem zu weiteren Verwüstungen durch die Kriege im Osten des Landes kam. Immerhin half der Ilchan mit großzügigen Steuernachlässen den armen Bevölkerungsschichten am Lande. Schams ad-Din Muhammad Dschuvaini bekleidete während Abaqas gesamter Regierung das Amt eines Sahib-Diwan (Finanzminister), obwohl zahlreiche Versuche zu seinem Sturz unternommen wurden und jener von 1280 fast geglückt wäre. Sein Bruder, der Historiker Ata al-Mulk Dschuvaini, wurde bei Abaqas Tod unter dem Vorwurf eingesperrt, als Statthalter von Bagdad Veruntreuungen begangen zu haben.

## Tod und Nachfolge
Abaqa genoss wie viele andere Mongolenherrscher regelmäßig Alkohol im Übermaß und starb am 1. April 1282 anscheinend an einem Delirium tremens nach einem Trinkgelage. Sein Günstling Schams al-din Dschuwaini wurde aber 1285 beschuldigt, ihn vergiftet zu haben. Wie sein Vater wurde Abaqa auf der im Urmia-See gelegenen Insel Šahi bestattet. Sein Nachfolger wurde sein Bruder Tekuder, der als Ahmad zum Islam übergetreten war. 1284 wurde er von Abaqas Sohn Arghun gestürzt, der wieder die prochristliche Politik seines Vaters aufnahm.